# Aldaris
Aldaris är ett lettiskt bryggeri som bland annat producerar öl av märket Aldaris. Företaget ingår sedan 2008 i Carlsbergkoncernen.
Aldaris grundades 1865 och är Lettlands största bryggeri. Aldaris producerar alkoholhaltiga drycker, läskedrycker och mineralvatten. Företaget tillverkar bland annat den i Lettland populära drycken kvass.